# Liste der Monuments historiques in Erdeven
Die Liste der Monuments historiques in Erdeven führt die Monuments historiques in der französischen Gemeinde Erdeven auf.

## Liste der Bauwerke
| Bezeichnung                   | Beschreibung | Standort                                  | Kennzeichnung | Schutzstatus | Datum | Bild |
| ----------------------------- | ------------ | ----------------------------------------- | ------------- | ------------ | ----- | ---- |
| Steinreihen von Kerzerho      |              | Les Menhirs (Lage)                        | PA00091179    | Classé       | 1862  |      |
| Kapelle                       |              | Le Bourg (Lage)                           | PA00091180    | Inscrit      | 1927  |      |
| Schloss                       |              | Kéravéon (Lage)                           | PA00091181    | Inscrit      | 1941  |      |
| Dolmen von Kerhille Gadouéric |              | Kerhille Gadouéric Tenat Tenneguer (Lage) | PA00091182    | Classé       | 1936  |      |
| Dolmen von Kerangré           |              | Kerangré Tenat de Kerascouet (Lage)       | PA00091183    | Classé       | 1936  |      |
| Dolmen Mané Groh              |              | Lann er croch (Lage)                      | PA00091185    | Classé       | 1889  |      |
| Lann-Mané-Braz                |              | Lann-Mané-Bras (Lage)                     | PA00091184    | Classé       | 1923  |      |
| Lann-Mané-Braz                |              | Lann er Croch (Lage)                      | PA00091186    | Classé       | 1921  |      |
| Herrenhaus                    |              | Kercadio (Lage)                           | PA56000016    | Inscrit      | 1998  |      |
| Tumulus von Run-er-Sinzen     |              | Les Sept Saints (Lage)                    | PA00091187    | Classé       | 1926  |      |

## Liste der Objekte
- Monuments historiques (Objekte) in Erdeven in der Base Palissy des französischen Kultusministeriums